# Olympus E-510
Die Olympus E-510 ist eine digitale Spiegelreflexkamera und das Nachfolgemodell der populären Olympus E-500. Sie basiert auf dem Four-Thirds-Standard, ihre Markteinführung erfolgte im Juni 2007.
Die E-510 richtet sich an Einsteiger mit gehobenen Ansprüchen. Hervorzuhebende Eigenschaften sind:
- 2,5-Zoll-Monitor (230.000 Pixel)
- Live-View (Motiv- und Bildkontrolle auf dem Monitor)
- Supersonic-Wave-Filter (zum Abschütteln von Schmutzpartikeln auf dem Sensor)
- Eingebauter Bildstabilisator
- Anti-Shock-Funktion (Spiegelsperre)

Der Olympus E-510 steht eine breite Palette an Four-Thirds-Standard-Objektiven verschiedener Hersteller zur Verfügung.